# Perú en la Copa América de Fútbol Playa 2022
La Copa América de Fútbol Playa de 2022 fue la tercera edición de este torneo de selecciones nacionales. Se celebró entre el 21 y el 29 de mayo. Perú fue uno de los 10 participantes.

## Participación
Perú terminó tercero en su grupo, por lo que solo tuvo chance de disputar un partido por el quinto lugar ante Argentina.

### Fase de grupos
| Equipo    | Pts | PJ | PG | PG+ | PP | GF | GC | Dif |
| --------- | --- | -- | -- | --- | -- | -- | -- | --- |
| Brasil    | 12  | 4  | 4  | 0   | 0  | 25 | 10 | +15 |
| Venezuela | 9   | 4  | 3  | 0   | 1  | 13 | 12 | +1  |
| Perú      | 6   | 4  | 2  | 0   | 2  | 14 | 12 | +2  |
| Uruguay   | 3   | 4  | 1  | 0   | 3  | 14 | 16 | -2  |
| Bolivia   | 0   | 4  | 0  | 0   | 4  | 7  | 23 | -16 |

| 21 de mayo de 2022, 15:30 | Brasil | 5:3 | Perú | Estadio Mundialista Los Pynandi, Luque |  |

| 22 de mayo de 2022, 12:30 | Perú | 4:2 | Uruguay | Estadio Mundialista Los Pynandi, Luque |  |

| 23 de mayo de 2022, 12:30 | Perú | 2:3 | Venezuela | Estadio Mundialista Los Pynandi, Luque |  |

| 26 de mayo de 2022, 12:30 | Bolivia | 2:5 | Perú | Estadio Mundialista Los Pynandi, Luque |  |

### Definición del quinto lugar
| 29 de mayo de 2022 | Argentina | 1:4 | Perú | Estadio Mundialista Los Pynandi, Luque |  |
| 13:30              |           |     |      |                                        |  |

## Números finales
| Pos. | Equipo    | Pts | PJ | PG | PG++ | PG+ | PP | GF | GC | Dif | Rend. |
| ---- | --------- | --- | -- | -- | ---- | --- | -- | -- | -- | --- | ----- |
| 4    | Venezuela | 9   | 6  | 3  | 0    | 0   | 3  | 16 | 21 | -5  | 50%   |
| 5    | Perú      | 9   | 5  | 3  | 0    | 0   | 2  | 18 | 13 | 5   | 60%   |
| 6    | Argentina | 3   | 5  | 1  | 0    | 0   | 4  | 15 | 16 | -1  | 20%   |